# Studena, Pișceanka
Studena (în ucraineană Студена) este localitatea de reședință a comunei Studena din raionul Pișceanka, regiunea Vinnița, Ucraina.

## Demografie
Componența lingvistică a localității Studena
     Ucraineană (98,14%)
     Rusă (1,08%)
     Alte limbi (0,69%)
Conform recensământului din 2001, majoritatea populației localității Studena era vorbitoare de ucraineană (98,14%), existând în minoritate și vorbitori de rusă (1,08%).